# Théorie du commerce international
 (juin 2023).
La théorie du commerce international est la branche de la science économique qui cherche à expliquer les causes du commerce international, ainsi que ses effets sur des variables telles que l'emploi, le taux de change, ou encore la croissance économique. Elle s'intéresse également à la modélisation de ces échanges de biens et de services.

## Théorie des avantages

### Avantage absolu d'Adam Smith
Adam Smith montre, dans les Recherches sur la nature et les causes de la richesse des nations (1776), qu'un pays dispose d'une productivité plus forte que son partenaire commercial dans au moins un domaine ; dans ce cas, il ne doit pas hésiter à allouer ses ressources productives dans ce secteur, afin de produire le plus au moins cher possible, et ainsi maximiser ses profits au niveau international. Grâce au surcroît de profits, le pays a la richesse nécessaire pour se procurer chez le partenaire commercial les biens pour lesquels le pays a un désavantage absolu, car ce bien sera également moins cher du fait de la productivité plus élevée de l'autre pays dans la production du bien en question.
La théorie souffre d'un défaut majeur, car elle n'aborde pas la question de l'échange réciproque entre pays ayant des niveaux très différents de développement. En effet, le plus développé des pays est susceptible de bénéficier de la productivité la plus élevée dans tous les secteurs. Dans ces conditions, la théorie ne peut expliquer comment un pays à productivité faible, ne disposant d'aucun avantage absolu, pourrait tirer profit du libre échange.

### Avantage comparatif de David Ricardo
Afin de répondre à la faille explicative de la théorie de l'avantage absolu, David Ricardo développe, dans ses Principes de l'économie politique et de l'impôt (1817), la théorie de l’avantage comparatif. Cette théorie explique l'avantage qu'un pays tire du commerce international, quand bien même il ne disposerait pas d'avantages absolus.
Ricardo suppose que le travail est le seul facteur de production et que ce facteur est mobile à l’intérieur du pays, mais immobile internationalement. Pour montrer que l’échange est toujours préférable, il imagine que le Portugal possède un avantage absolu sur l’Angleterre pour deux biens, c'est-à-dire un cas où, dans la théorie d’Adam Smith, l’échange ne pourrait avoir lieu. En raisonnant sur les coûts comparatifs et non absolus, il démontre qu’il est avantageux pour chacun de se spécialiser dans la production pour laquelle il possède l’avantage le plus fort (vin portugais), ou le désavantage le plus faible (tissu anglais).
La théorie ricardienne des avantages comparatifs lie le commerce international à des différences de technologie de production entre les pays. Le modèle de Ricardo a deux conclusions fondamentales : les pays sont toujours gagnants à l'échange qui permet de produire de manière plus efficace et, en situation d'échange, les pays vont se spécialiser dans la production du bien où ils possèdent un avantage comparatif.

## Théorie factorielle

### Modèle Cairnes-Haberler
Le modèle Cairnes-Haberler, tous les facteurs de production sont fixes (ils ne peuvent même pas passer d'une industrie à l'autre). Le modèle se base sur une analyse des avantages comparatifs à court terme. Les facteurs de production sont immobiles, au sein même de leur industrie, sur ce court terme.
Le niveau de la production est fixé ; le prix des biens aussi. La rémunération des facteurs est donc également fixe. Ainsi, un changement dans le prix des biens implique que la rémunérations de tous les facteurs de l'industrie changent de la même proportion que le changement du prix.

### Modèle Ricardo-Viner
Développé par Jacob Viner, le modèle Ricardo-Viner réutilise certaines intuitions de David Ricardo. Il se situe à mi-chemin entre une perspective ricardienne et une perspective néoclassique. Sa perspective est celle du moyen terme, et non du long terme, comme le modèle d'Haberler. Selon ce modèle, les travailleurs des secteurs les plus compétitifs bénéficient du commerce international, contrairement à ceux des secteurs les moins compétitifs.

### Modèle Heckscher-Ohlin-Samuelson
Le modèle Hecksher-Ohlin-Samuelson est un modèle explicatif du commerce international qui se fonde sur les différences de dotation des pays impliqués dans le commerce international. Contrairement aux deux théories précédentes, il s'agit d'une explication de long terme. Selon qu'un pays ait un facteur travail abondant (beaucoup de main-d'œuvre disponible), ou beaucoup de ressources naturelles, ou encore beaucoup de capital de production, le pays se spécialise dans la production de biens dont le facteur est le plus abondant, et donc le moins coûteux. Cette théorie est construite sur le postulat de l'avantage comparatif.

## Théorie du commerce intra-branche

### Théorie des biens différenciés de Helpman et Krugman
Les théories auxquelles contribue Paul Krugman sont les premières théories à postuler des rendements croissants pour les entreprises. La théorie des biens différenciés pose aussi le postulat de la préférence pour la variété. Elhanan Helpman et Krugman partent de l'idée selon laquelle les biens, même très similaires, ne sont jamais parfaitement substituables ; ainsi, chaque entreprise dispose d'une sorte de monopole sur ses produits, comme dans la théorie de la concurrence monopolistique de Chamberlin.
Lors d'une ouverture au commerce international, les pays vont se spécialiser dans la variété de biens dans la production desquels ils sont les meilleurs. Les gains à l'échange proviennent de ce que les consommateurs bénéficient de l'augmentation de la variété des biens à leur disposition ; pour les entreprises, cela s'explique par une meilleure exploitation des économies d'échelle, qui en retour permettent des coûts de production plus faibles, des profits plus élevés, et des prix plus faibles pour les consommateurs.

### Théorie dudumpingréciproque de Brander et Krugman
La théorie du dumping réciproque est développée par James Brander et Paul Krugman en 1983, sur la base d'un modèle proposé par Brander en 1981. Les biens sont échangés par deux entreprises de deux pays différents, chacun étant en position de monopole eu égard à son propre bien (impossibilité de substituabilité imparfaite). Comme les marchés ne sont pas purs et parfaits, il coûte à l'entreprise nationale d'atteindre certains lieux de son propre pays ; les pays sont segmentés, et une entreprise peut appliquer un prix différent selon le lieu. Dans ce cas, chaque pays a intérêt à l'échange car il peut être moins coûteux pour une entreprise du B de vendre dans le pays A que dans certains endroits de son propre pays. Aussi, les entreprises qui vendent dans le pays étranger peuvent heurter l'autre firme en faisant baisser ses profits.

### Théorie du commerce intra-branche vertical
La théorie du commerce intra-branche vertical est la théorie selon laquelle une part importante des échanges commerciaux intra-branches sont en réalité des échanges verticaux, c'est-à-dire des importations de biens intermédiaires nécessaires à la production d'un autre bien. Ce phénomène a été accentué par la fragmentation des chaînes de valeur au niveau mondial. Environ un tiers du commerce mondial est explicable par cette théorie.

## Autres théories

### Théorie mercantiliste
Le mercantilisme est une école de pensée apparue à la Renaissance. Elle a connu plusieurs formes, telles que le bullionisme en Espagne, et le colbertisme en France. Cette théorie économique soutenait qu'il n'y a de richesse que de métaux précieux (or et argent, principalement), et qu'ainsi le rôle de toute puissance publique est de favoriser les excédents commerciaux afin de maximiser les entrées d'or dans le pays.
Le mercantilisme a été abandonné pour deux raisons. La première est que, dans le cadre de l'application du bullionisme en Espagne, les entrées d'or ont conduit à une stimulation de l'inflation, et à une dépréciation de l'or. Dans le cas du colbertisme, l’État-stratège a soutenu les exportations en réprimant l'initiative entrepreneuriale nationale, sacrifiant ainsi la population pour enrichir le pays.

### Théorie du marché contestable
Si la dynamique du commerce international tend à favoriser la constitution des monopoles, alors il semble que le protectionnisme soit justifié pour contrôler les abus de position dominante des monopoles étrangers ou bien empêcher leur constitution. Selon Paul Krugman, l’imperfection de la concurrence constituait l’argument théorique suffisant pour réfuter les thèses du libre-échange.
La première réponse à cette objection vient de la théorie des marchés contestables, selon laquelle la concurrence peut être inexistante sur le plan matériel, mais toutefois jouer son rôle. En effet selon cette théorie, une entreprise en situation de monopole est contrainte de se soumettre aux exigences de la concurrence si elle ne veut pas voir surgir de nouveaux concurrents. La seconde réponse est que l’intervention protectionniste suscite des représailles et provoque en fin de compte une dégradation économique de tous les protagonistes.
Face à ces nouveaux arguments et aux études économétriques sur le sujet, on a finalement vu les nouveaux théoriciens du commerce international adopter une position favorable au libre-échange. Paul Krugman devenu depuis l’un des plus fervents partisans du libre-échange est un exemple frappant de ce phénomène.

### Échange inégal avec le tiers-monde
Les différentes théories du commerce international définissent dans leur globalité un état optimal pour l'économie mondiale. Cependant ces théories sont le résultat d'études, d'analyses qui sont exprimées sans tenir compte des variables liées aux situations des pays du tiers monde. Il ne faudra plus dorénavant se mettre dans une bulle parfaite, où le libre-échange ne provoque que des résultats positifs mais par exemple laisser place aux situations d'oligopole. Il y a une sorte de pessimisme vis-à-vis des théories précédentes mais cela n'empêche la recherche de l'amélioration des conditions de libre-échange.
Les États disposent d'instruments d'actions directs sur les flux commerciaux : administration douanières, ou indirects : les taux de change. Les multinationales ont un rôle important dans la régulation des flux commerciaux, les fixations de prix et les échanges de marchandises.

### Théorie du cycle des produits
La théorie du cycle des produits est développée par Raymond Vernon en 1966. L'approche de la théorie du cycle des produits est évolutive : le modèle de Vernon explique comment, au cours du cycle de vie d'un produit, ses lieux de production se déplacent géographiquement.
Selon cette théorie, un bien passe à travers plusieurs phases, qui déterminent son lieu de production. Lors de sa création, il est produit dans des pays riches, et existe sous plusieurs modèles. La concurrence au sein des pays riches mène les consommateurs à choisir leur modèle favori, qui devient ensuite un standard. Parce qu'il est standardisé, et que les entreprises n'ont plus besoin des retours des consommateurs, la production est délocalisée dans des pays pauvres. La concurrence se fait alors sur le prix de vente. Toutefois, les consommateurs des pays riches se lassent du bien, qui devient obsolète. Les dépenses en recherche et développement des pays riches permettent la création d'une nouvelle innovation, qui relance le cycle.

### Théorie stratégique du commerce
La théorie stratégique du commerce international est une théorie qui soutient que les puissances publiques peuvent, en soutenant leurs entreprises transnationales, capter des rentes commerciales au niveau international et ainsi assurer des exportations.

### Modèles opérationnels
Il existe un certain nombre de modèles opérationnels de commerce international le plus célèbre étant le modèle d'Armington. Ces modèles sont principalement utilisés par les instituts de conjoncture et les banques centrales. Il s'agit moins de construire une théorie comme c'est le cas pour les modèles précédents que de construire un cadre permettant de prédire les niveaux d'exportations et d'importations.